# Coppa di Francia 2021-2022
La Coppa di Francia 2021-2022 è stata la 105ª edizione della Coppa di Francia. La finale è stata disputata il 7 maggio 2022 allo Stade de France di Saint-Denis e ha visto il Nantes prevalere sul Nizza, conquistando per la quarta volta nella sua storia il trofeo.

## Regolamento
In questa stagione è stato ripristinato il regolamento dell'edizione 2019-2020 con alcune modifiche nel settimo turno: le squadre partecipanti saranno 146 anziché 144.

Ai primi due turni, denominati Qualificazioni regionali, prendono parte le formazioni dilettantistiche inferiori alla quinta divisione. Al terzo turno entrano le squadre del Championnat National 3, quelle del Championnat National 2 al quarto e quelle del Championnat National al quinto. Al settimo turno sono ammesse le dieci squadre dei paesi d'oltremare. Le squadre di Ligue 2 entrano al settimo turno.

Dopo che lo Chamois Niortais è stato escluso dal torneo, la Ligue 2 sarà rappresentata solo da 19 squadre.
Il 21 ottobre 2021, è stato annunciato che a causa della pandemia di COVID-19 in Nuova Caledonia, la coppa non sarà rappresentata da squadre neocaledoniane. Una squadra otterrà un bye per il settimo turno.

## Calendario
| Fase                    | Turno                   | Data              | Partite | Squadre     | Squadre entrate | Campionati entranti             |
| ----------------------- | ----------------------- | ----------------- | ------- | ----------- | --------------- | ------------------------------- |
| Turni di qualificazione | Turno preliminare       | Date regionali    | 40      | 80 → 40     | 80              | Divisioni regionali             |
| Turni di qualificazione | Primo Turno             | Date regionali    | 2934    | 5868 → 2934 | 5848            | Divisioni regionali             |
| Turni di qualificazione | Secondo turno           | Date regionali    | 1958    | 3906 → 1953 | 972             | Divisioni regionali             |
| Turni di qualificazione | Terzo turno             | 19 settembre 2021 | 1081    | 2162 → 1081 | 209             | •Championnat National 3         |
| Turni di qualificazione | Quarto turno            | 3 ottobre 2021    | 566     | 1132 → 566  | 51              | •Championnat National 2         |
| Turni di qualificazione | Quinto turno            | 17 ottobre 2021   | 292     | 584 → 292   | 18              | •Championnat National           |
| Turni di qualificazione | Sesto turno             | 31 ottobre 2021   | 146     | 292 → 146   |                 |                                 |
| Turni di qualificazione | Settimo turno           | 14 novembre 2021  | 87      | 174 → 87    | 29-1            | •Ligue 2 •Divisione d'oltremare |
| Turni di qualificazione | Ottavo turno            | 28 novembre 2021  | 44      | 88 → 44     | 1 (bye)         | •Régional 1                     |
| Fase finale             | Trentaduesimi di finale | 19 dicembre 2021  | 32      | 64 → 32     | 20              | •Ligue 1                        |
| Fase finale             | Sedicesimi di finale    | 2 gennaio 2022    | 16      | 32 → 16     |                 |                                 |
| Fase finale             | Ottavi di finale        | 30 gennaio 2022   | 8       | 16 → 8      |                 |                                 |
| Fase finale             | Quarti di finale        | 9 febbraio 2022   | 4       | 8 → 4       |                 |                                 |
| Fase finale             | Semifinali              | 2 marzo 2022      | 2       | 4 → 2       |                 |                                 |
| Fase finale             | Finale                  | 7 maggio 2022     | 1       | 2 → 1       |                 |                                 |

## Partite

### Fase eliminatoria

#### Primi 6 turni
I primi sei turni (oppure sette laddove si disputa il turno preliminare) sono organizzati dalle rispettive leghe regionali o d'oltremare. Al terzo turno entrano le squadre di National 3 e la squadra rappresentante di Saint Pierre e Miquelon. Al quarto turno e al quinto turno entrano rispettivamente le squadre di National 2 e Championnat National.

### Fase finale

#### Trentaduesimi di finale

##### Gruppo A
| Squadra 1        | Risultato         | Squadra 2              |
| ---------------- | ----------------- | ---------------------- |
| 18 dicembre 2021 |                   |                        |
| AS Panazol       | 1 - 1 (3-4 dtr)   | Vitré                  |
| Guingamp         | 2 - 3             | Amiens                 |
| Quevilly-Rouen   | 1 - 1 (4-2 dtr)   | Laval                  |
| Rennes           | 1 - 0             | Lorient                |
| 19 dicembre 2021 |                   |                        |
| Linas-Montlhéry  | 2 - 0             | Angers                 |
| Wasquehal        | 0 - 4             | Vannes                 |
| Bordeaux         | 10 - 0            | AS Jumeaux de M'Zoisia |
| Dinan Léhon      | 0 - 0 (12-13 dtr) | Brest                  |

##### Gruppo B
| Squadra 1               | Risultato       | Squadra 2       |
| ----------------------- | --------------- | --------------- |
| 17 dicembre 2021        |                 |                 |
| Paris FC                | -               | Olympique Lione |
| 18 dicembre 2021        |                 |                 |
| Tolosa                  | 4 - 1           | Nîmes           |
| JS Chemin Bas d'Avignon | 0 - 4           | Clermont Foot   |
| 19 dicembre 2021        |                 |                 |
| Bergerac                | 0 - 0 (5-4 dtr) | Metz            |
| Stade Poitevin          | 0 - 1           | Lens            |
| US Chauvigny            | 2 - 1           | C' Chartres     |
| SO Cholet               | 0 - 1           | Nizza           |
| Montauban               | 1 - 2           | La Roche        |

##### Gruppo C
| Squadra 1           | Risultato       | Squadra 2            |
| ------------------- | --------------- | -------------------- |
| 18 dicembre 2021    |                 |                      |
| Hauts Lyonnais      | 1 - 3           | Bastia               |
| Jura Sud            | 5 - 2           | Saint-Denis          |
| Sochaux             | 0 - 0 (4-5 dtr) | Nantes               |
| Cannes              | 1 - 1 (3-2 dtr) | Digione              |
| 19 dicembre 2021    |                 |                      |
| Lyon-La Duchère     | 0 - 1           | Saint-Étienne        |
| Olympique Marsiglia | 4 - 1           | ES Cannet Rocheville |
| Red Star            | 0 - 2           | Monaco               |
| Andrézieux-Bouthéon | 0 - 1           | Montpellier          |

##### Gruppo D
| Squadra 1                    | Risultato       | Squadra 2           |
| ---------------------------- | --------------- | ------------------- |
| 16 dicembre 2021             |                 |                     |
| Valenciennes                 | 0 - 1           | Strasburgo          |
| 18 dicembre 2021             |                 |                     |
| Sarre-Union                  | 0 - 1           | Versailles          |
| Troyes                       | 1 - 1 (2-4 dtr) | Nancy               |
| Créteil-Lusitanos            | 3 - 0           | Vénissieux          |
| Lilla                        | 3 - 1           | Auxerre             |
| ES Thaon                     | 3 - 3 (4-2 dtr) | Beauvais            |
| 19 dicembre 2021             |                 |                     |
| Reims Sainte-Anne Châtillons | 0 - 1           | Stade Reims         |
| Feignies-Aulnoye             | 0 - 3           | Paris Saint-Germain |

#### Sedicesimi di finale
Il Nizza, che avrebbe dovuto affrontare il Paris FC o l'Olympique Lione, in seguito all'esclusione di entrambe le società dalla competizione, viene ammesso direttamente agli ottavi di finale.
| Squadra 1       | Risultato       | Squadra 2           |
| --------------- | --------------- | ------------------- |
| 2 gennaio 2022  |                 |                     |
| Brest           | 3 - 0           | Bordeaux            |
| Cannes          | 0 - 1           | Tolosa              |
| Nantes          | 2 - 0           | Vitré               |
| Versailles      | 4 - 0           | La Roche            |
| Bastia          | 2 - 0           | Clermont Foot       |
| Bergerac        | 0 - 0 (5-4 dtr) | Créteil-Lusitanos   |
| Montpellier     | 1 - 0           | Strasburgo          |
| Nancy           | 1 - 1 (4-3 dtr) | Rennes              |
| Jura Sud        | 1 - 4           | Saint-Étienne       |
| Linas-Montlhéry | 3 - 3 (3-4 dtr) | Amiens              |
| Quevilly-Rouen  | 1 - 3           | Monaco              |
| ES Thaon        | 0 - 1           | Stade Reims         |
| US Chauvigny    | 0 - 3           | Olympique Marsiglia |
| 3 gennaio 2022  |                 |                     |
| Vannes          | 0 - 4           | Paris Saint-Germain |
| 4 gennaio 2022  |                 |                     |
| Lens            | 2 - 2 (4-3 dtr) | Lilla               |

#### Ottavi di finale
| Squadra 1           | Risultato       | Squadra 2     |
| ------------------- | --------------- | ------------- |
| 28 gennaio 2022     |                 |               |
| Nantes              | 2 - 0           | Brest         |
| 29 gennaio 2022     |                 |               |
| Nancy               | 0 - 2           | Amiens        |
| Tolosa              | 0 - 1           | Versailles    |
| Stade Reims         | 1 - 1 (3-5 dtr) | Bastia        |
| Olympique Marsiglia | 1 - 1 (5-4 dtr) | Montpellier   |
| 30 gennaio 2022     |                 |               |
| Bergerac            | 1 - 0           | Saint-Étienne |
| Lens                | 2 - 4           | Monaco        |
| 31 gennaio 2022     |                 |               |
| Paris Saint-Germain | 0 - 0 (5-6 dtr) | Nizza         |

#### Quarti di finale
| Squadra 1        | Risultato       | Squadra 2           |
| ---------------- | --------------- | ------------------- |
| 8 febbraio 2022  |                 |                     |
| Monaco           | 2 - 0           | Amiens              |
| 9 febbraio 2022  |                 |                     |
| Bergerac         | 1 - 1 (4-5 dtr) | Versailles          |
| Nizza            | 4 - 1           | Olympique Marsiglia |
| 10 febbraio 2022 |                 |                     |
| Nantes           | 2 - 0           | Bastia              |

#### Semifinali
| Squadra 1     | Risultato       | Squadra 2  |
| ------------- | --------------- | ---------- |
| 1º marzo 2022 |                 |            |
| Nizza         | 2 - 0           | Versailles |
| 2 marzo 2022  |                 |            |
| Nantes        | 2 - 2 (4-2 dtr) | Monaco     |

#### Finale
| Arbitro: | Frappart |

|  |           |                 |
|  | Marcatori | 47’ (rig.) Blas |

| Nizza | Nantes |

| P                  | 1  | Marcin Bułka        |       |     |
| D                  | 23 | Jordan Lotomba      |       |     |
| D                  | 25 | Jean-Clair Todibo   | 42’   |     |
| D                  | 4  | Dante               | 79’   |     |
| D                  | 26 | Melvin Bard         |       | 86’ |
| C                  | 28 | Hicham Boudaoui     | 55’   | 57’ |
| C                  | 8  | Pablo Rosario       |       | 63’ |
| C                  | 19 | Khéphren Thuram     |       |     |
| A                  | 11 | Amine Gouiri        |       |     |
| A                  | 7  | Andy Delort         |       |     |
| A                  | 9  | Kasper Dolberg      |       | 63’ |
| Sostituti:         |    |                     |       |     |
| P                  | 40 | Walter Benítez      |       |     |
| D                  | 5  | Flavius Daniliuc    |       |     |
| D                  | 12 | Jordan Amavi        |       |     |
| C                  | 6  | Morgan Schneiderlin |       |     |
| C                  | 14 | Billal Brahimi      |       | 63’ |
| C                  | 18 | Mario Lemina        | 90+3’ | 63’ |
| A                  | 21 | Justin Kluivert     |       | 57’ |
| A                  | 22 | Calvin Stengs       |       |     |
| A                  | 24 | Evann Guessand      |       | 86’ |
| Allenatore:        |    |                     |       |     |
| Christophe Galtier |    |                     |       |     |

| P                 | 1  | Alban Lafont             |       |     |
| D                 | 21 | Jean-Charles Castelletto |       |     |
| D                 | 3  | Andrei Girotto           |       |     |
| D                 | 4  | Nicolas Pallois          |       |     |
| C                 | 11 | Marcus Coco              |       | 83’ |
| C                 | 18 | Samuel Moutoussamy       |       |     |
| C                 | 5  | Pedro Chirivella         |       | 72’ |
| C                 | 29 | Quentin Merlin           |       |     |
| A                 | 10 | Ludovic Blas             |       |     |
| A                 | 23 | Randal Kolo Muani        | 90+3’ |     |
| A                 | 27 | Moses Simon              |       | 73’ |
| Sostituti:        |    |                          |       |     |
| P                 | 16 | Rémy Descamps            |       |     |
| D                 | 2  | Fábio                    |       | 83’ |
| D                 | 12 | Dennis Appiah            |       |     |
| D                 | 24 | Sébastien Corchia        |       |     |
| C                 | 6  | Roli Pereira de Sa       |       |     |
| C                 | 8  | Wylan Cyprien            |       | 72’ |
| A                 | 7  | Kalifa Coulibaly         |       |     |
| A                 | 20 | Jean-Kévin Augustin      |       |     |
| A                 | 26 | Osman Bukari             |       | 73’ |
| Allenatore:       |    |                          |       |     |
| Antoine Kombouaré |    |                          |       |     |

## Classifica marcatori
Aggiornata al 7 maggio 2022.
| Gol | Rigori |  | Giocatore         | Squadra             |
| --- | ------ |  | ----------------- | ------------------- |
| 5   |        |  | Ludovic Blas      | Nantes              |
| 5   |        |  | Kylian Mbappé     | Paris Saint-Germain |
| 5   |        |  | Mohamed Ben Fredj | Auxerre             |
| 5   |        |  | Wissam Ben Yedder | Monaco              |
| 5   |        |  | Tolu Arokodare    | Amiens              |
| 5   |        |  | Arkadiusz Milik   | Olympique Marsiglia |